# Cambio di gioco
Cambio di gioco (The Game Plan) è un film commedia del 2007 diretto da Andy Fickman.

## Trama
Joe Kingman, soprannominato Il Re, ha tutto nella vita, fama e soldi. È il quarterback dei Boston Rebels, giocatore famoso e affermato il cui stile di gioco, incentrato sull'individualismo, ben riflette la sua natura narcisista e arrogante. Ormai ha più di 30 anni e vorrebbe vincere almeno una volta il campionato di football, traguardo che non ha mai raggiunto.
Un giorno, mentre è tutto solo nel suo lussuoso appartamento, riceve la visita di Peyton Kelly, una bambina di otto anni, la quale afferma di essere sua figlia. Peyton gli rivela di essere la figlia di Sara, l'ex moglie di Joe: i due si sposarono in giovane età, ma il loro matrimonio è durato poco. Sara ha preferito lasciarla alle cure del padre dato che attualmente si trova in Sudan per lavoro. Joe è ovviamente scioccato, dato che è sempre stato all'oscuro di aver avuto una figlia da Sara, e la piccola gli mostra pure il suo certificato di nascita dove viene attestato che Joe è effettivamente suo padre. Joe non ha nessuna intenzione di occuparsi di lei, preferendo affidarla a Karen, la sorella di Sara, ma Peyton gli spiega che ciò non è possibile dato che Karen è morta. La sua manager, Stella, lo costringe ad assumersi le sue responsabilità paterne, evitando così che la sua immagine venga danneggiata.
Peyton stringe velocemente amicizia con Clarence, Travis, Kyle e Jamal, i compagni di squadra di Joe nonché suoi fidati amici, ma per Joe risulta arduo dover gestire la sua nuova doppia vita, quella di genitore single e quella di star del football. Lui ha sempre vissuto soltanto in funzione delle sue ambizioni, ed è incapace di mettere le esigenze di sua figlia davanti alle sue: una sera la porta con sé all'inaugurazione del suo ristorante e la dimentica lì, e questo non fa che procurargli cattiva pubblicità. Dato che Peyton ama la danza classica, Joe è costretto a portarla a un corso di ballo, facendo amicizia con l'insegnante, Monique, trovando in lei un valido sostegno emotivo: Monique lo sprona a essere un padre migliore e a credere di più nelle sue capacità.
Joe e Peyton hanno un acceso litigio quando quest'ultima si mette a criticare aspramente lo stile di vita di suo padre accusandolo di aver abbandonato Sara preferendo a lei una vita superficiale, ma Joe non accetta queste pesanti accuse, anche perché era stata Sara a lasciarlo. Proprio per via del brutto litigio appena avuto, padre e figlia iniziano a legare, imparando velocemente a provare affetto reciproco. Così facendo Joe adesso è più coinvolto nel suo ruolo di padre, tanto da prendere parte al saggio di danza di Peyton e Monique, con Clarence, Travis, Kyle e Jamal come spettatori.
Joe e la sua squadra collezionano una vittoria dietro l'altra e arrivano alla tanto sudata finale del campionato, ma proprio quando per Joe le cose stavano andando per il verso giusto, Peyton viene ricoverata in ospedale avendo mangiato un gelato alle noci mentre stava pranzando con suo padre e Monique: la bambina infatti è allergica alle noci. Joe, Travis, Monique, Kyle, Clarence e Jamal sono tutti in ospedale per sapere in che condizioni è la bambina che per fortuna è fuori pericolo, ma inaspettatamente sopraggiunge Karen, la quale non è morta come Peyton aveva affermato.
Joe scopre che Peyton non ha fatto altro che raccontargli una bugia dietro l'altra, e quindi Karen è costretta a dirgli la tragica verità: Sara è deceduta da sei mesi a causa di un incidente stradale, quindi Peyton ha mentito a Karen facendole credere di aver preso parte a un gruppo di ballo per giustificare la sua assenza quando in realtà la piccola voleva conoscere suo padre. Karen è intenzionata a portare via la bambina ritenendo che Joe non sia adatto a fare il genitore, ma Joe ormai è troppo legato a Peyton, non vuole rinunciare a sua figlia ed è anche pronto a portare Karen in tribunale pur di ottenere la potestà di Peyton e far valere i suoi diritti di padre. Stella ritiene che una causa legale per l'affidamento di un minore rischierà di nuocere all'immagine di Joe, dunque Peyton, temendo di essere un ostacolo per suo padre, col dolore in cuore, decide di tornare a vivere con sua zia.
Peyton lascia l'appartamento di Joe, e quest'ultimo in breve tempo sente la mancanza di sua figlia: inoltre trova lo zaino di Peyton che lei ha dimenticato lì, con dentro una foto di lui e Sara il giorno del loro matrimonio, e una lettera della sua defunta moglie indirizzata a lui ma che non ebbe mai il coraggio di spedirgli, dove gli spiegava che aveva preferito tenere Peyton fuori dalla sua vita perché temeva che la paternità avrebbe danneggiato la sua carriera agonistica. Peyton, proprio come sua madre, si è sacrificata rinunciando a Joe per non essergli di intralcio, solo ora Joe ha capito i suoi errori, smanioso di gloria ha messo Sara e Peyton nella posizione di tagliarlo fuori dalle loro vite per paura che potessero essere un peso per lui, in questo modo Joe ha inconsapevolmente rinunciato ad avere una famiglia.
Peyton e Karen guardano la TV dove Joe viene intervistato dichiarando apertamente che sua figlia non ha mai rappresentato per lui un ostacolo, ma di amarla al di sopra di tutto. Il giorno della finale è arrivato, ma Joe non è nel pieno delle sue forze, è evidente che sente la mancanza di sua figlia e questo incide negativamente sul suo gioco. Joe è costretto ad abbandonare il campo avendo riportato dei danni alla spalla. Proprio in quel momento arrivano Karen e Peyton, quest'ultima incoraggia suo padre a non arrendersi, anche perché ha deciso di tornare a vivere con lui, Karen infatti si è ricreduta avendo capito che Joe è un bravo padre e che la bambina ha bisogno di lui. Peyton, Karen e Joe si stringono in un forte abbraccio, quest'ultimo torna in campo, i Boston Rebels sono in svantaggio e mancano meno di due minuti alla conclusione della partita, ma Joe riesce a guidare la squadra alla vittoria lanciando la palla che viene afferrata da Travis che fa il touchdown vincente. Joe ha finalmente vinto il campionato poi prende in braccio Peyton pronto a iniziare una nuova vita insieme a lei.

## Produzione

### Sviluppo
Il film è stato prodotto dalla Walt Disney Pictures, con la collaborazione della Mayhem Pictures e della Monkey Dance Productions.
Gli effetti speciali sono a cura della Intelligent Creatures, mentre la Sportsrobe si è occupata dei costumi.

### Riprese
Le riprese si sono svolte completamente nel Massachusetts. Il budget per il film ammonta a circa 22 milioni di dollari.

## Promozione

### Taglinepromozionali[3]
- «Joe Kingman had the perfect game plan to win the championship... but first, he has to tackle one little problem.»
- «He had the perfect game plan. There's just one little problem...»

## Distribuzione
Il film è stato distribuito in diversi paesi, con titoli e date differenti:
- Italia 4 luglio 2008
- Stati Uniti 28 settembre 2007
- Australia 1 novembre 2007
- Germania 27 marzo 2008
- Spagna 28 marzo 2008
- Messico 12 ottobre 2007
- Russia 17 luglio 2008
- Giappone 22 ottobre 2008
- Francia 9 aprile 2008
- Regno Unito 7 marzo 2008

## Accoglienza

### Incassi
La pellicola nel suo primo weekend di apertura negli Stati Uniti ha guadagnato esattamente 22.950.971 dollari, mentre nel Regno Unito 767.143 sterline. In tutto nel Nord America ha incassato $ 90.636.983, nell'isola Britannica £ 3.860.965, e nel resto del mondo $ 57.232.341, per un totale complessivo di $ 147.880.543, un buon successo.

## Riconoscimenti
- 2008 - Nickelodeon Kids' Choice Awards
  - Candidatura per il Blimp Award a Dwayne Johnson
- 2008 - Young Artist Awards
  - Candidatura per la miglior performance in un film per una giovane attrice di dieci o meno anni a Madison Pettis
- 2008 - ESPY Awards
  - Candidatura per il miglior film sportivo[6]